# Октябрьская Революция (тип речных судов)
Октябрьская Революция — тип трёхпалубных речных теплоходов, строившихся на верфи Národný Podnik Škoda Komárno (Slovenské Lodenice n.p. Komárno) в Комарно (Чехословакия) в 1957—1962 годах, известный также как проект 26-37, словацкое обозначение — MOL 1575 (словац. motorova osobna lod — пассажирский теплоход 1575 л.с. Проекту 26-37 практически идентичен проект 588 Родина, по которому суда строились в ГДР.

## История
Речные пассажирские суда этого проекта изготавливались с 1957 по 1962 годы по чехословацкому проекту, утверждённому Министерством Речного Флота СССР 6 октября 1955 года. Головное судно «Октябрьская Революция» было построено на верфи в ЧССР в городе Комарно в 1957 году. Всего было выпущено 14 судов данного проекта. Максимальный выпуск составил 4 судна в год. Суда направлялись в Волжское, а «Валерий Чкалов» в Московское речное пароходство, откуда его также передали в Волжское речное пароходство для работы на пассажирских линиях Москва — Астрахань и Горький — Астрахань, а также совершения речных круизов. В ходе эксплуатации возникла необходимость в их модернизации. Проект 92-055 является реконструкцией и модернизацией 1980-х годов, однако из-за распада социалистического лагеря и финансовых проблем после распада СССР проект удалось реализовать лишь на одном судне. Проект 26-37/311 означает реконструкцию и модернизацию судна в 1990-е и особенно в 2000-е годы.

## Техническое оснащение
Отдельные суда отличаются в зависимости от варианта небольшими отклонениями в размерах, оснащены различными образцами двигателей и имеют другие особенности, обусловленные их применением. С годами суда были модернизированы, перестроены и переоборудованы в соответствии с современными требованиями, причём число пассажирских мест резко сократилось, так как ставка делалась на комфорт и уют пассажиров. Суда оснащены приводом с тремя четырёхтактными главными дизельными двигателями 6L275B или 6L275PN (проект 92-055). С 1961 г. суда строились с более широкой надстройкой под видоизменённые каюты на шлюпочной палубе. Уже в процессе эксплуатации на всех судах сделали кинозалы в кормовой части верхней палубы.

## На борту
Во время строительства суда были оборудованы одно-, двух- и 4-х местными каютами, которые все были оснащены умывальниками, а каюты класса «люкс» дополнительно индивидуальными санузлами. К услугам пассажиров два ресторана и два салона.
По проекту был запланирован ресторан на 63 мягких места и второй ресторан на 50 жёстких мест. Музыкальный салон на 18, второй салон на 30 и читальный салон на 25 мест. На судне предусматривалось 70 мест для экипажа.

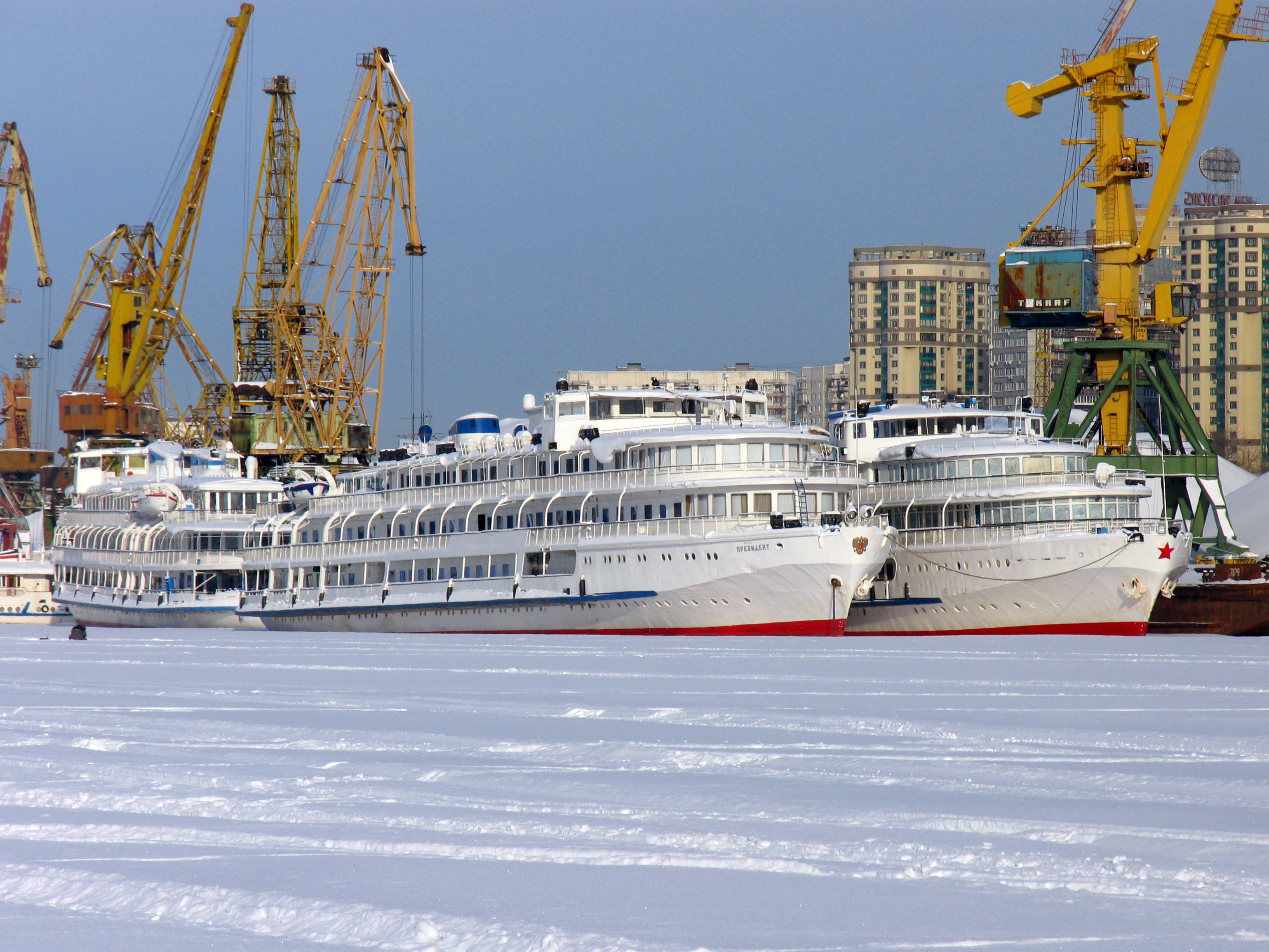
Теплоходы проекта «Президент», «Михаил Танич» (слева) на зимовке в Северном речном порту
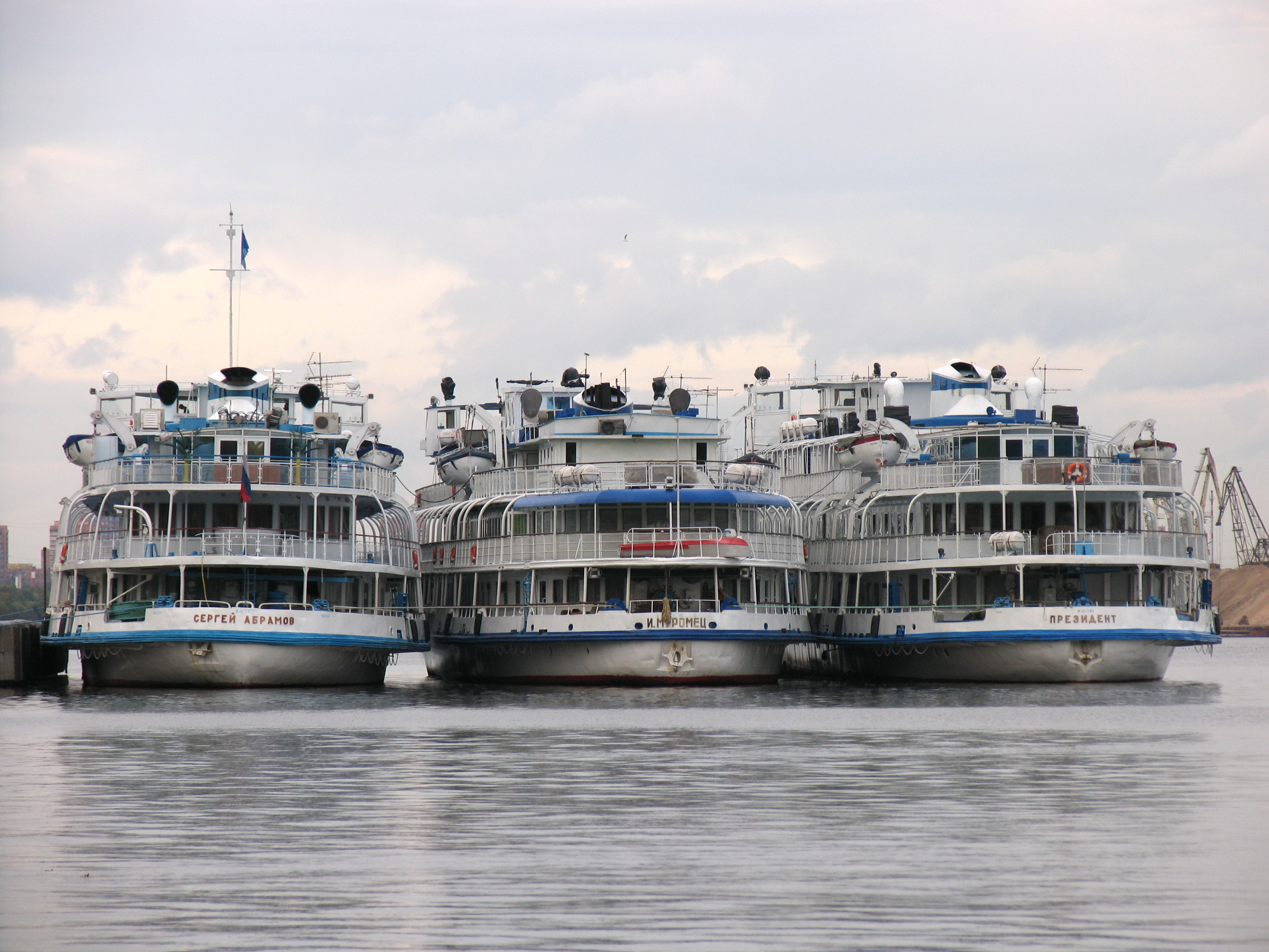
Теплоходы проекта «Сергей Абрамов» и «Президент» (крайние) у Захарково
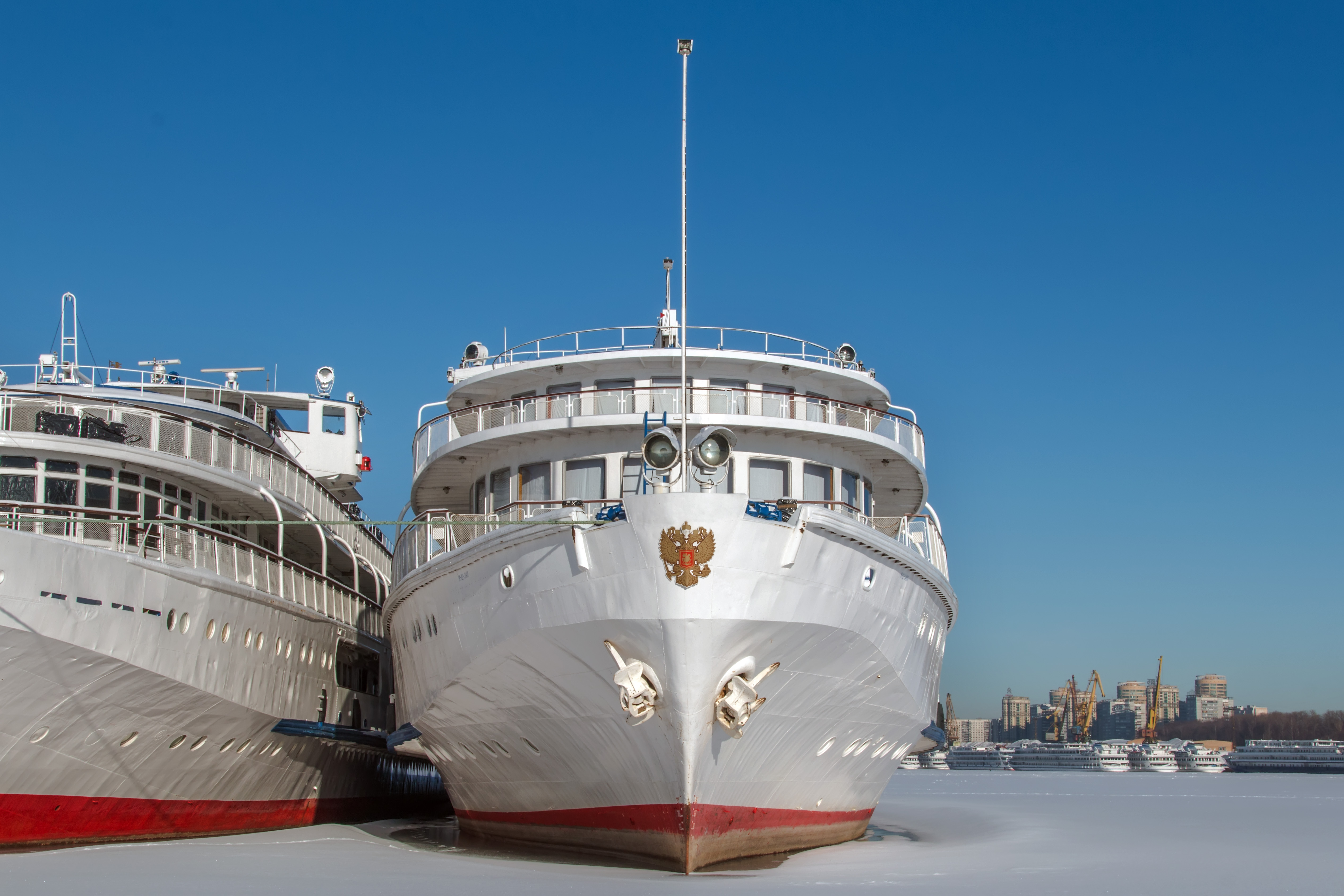
Вид на нос
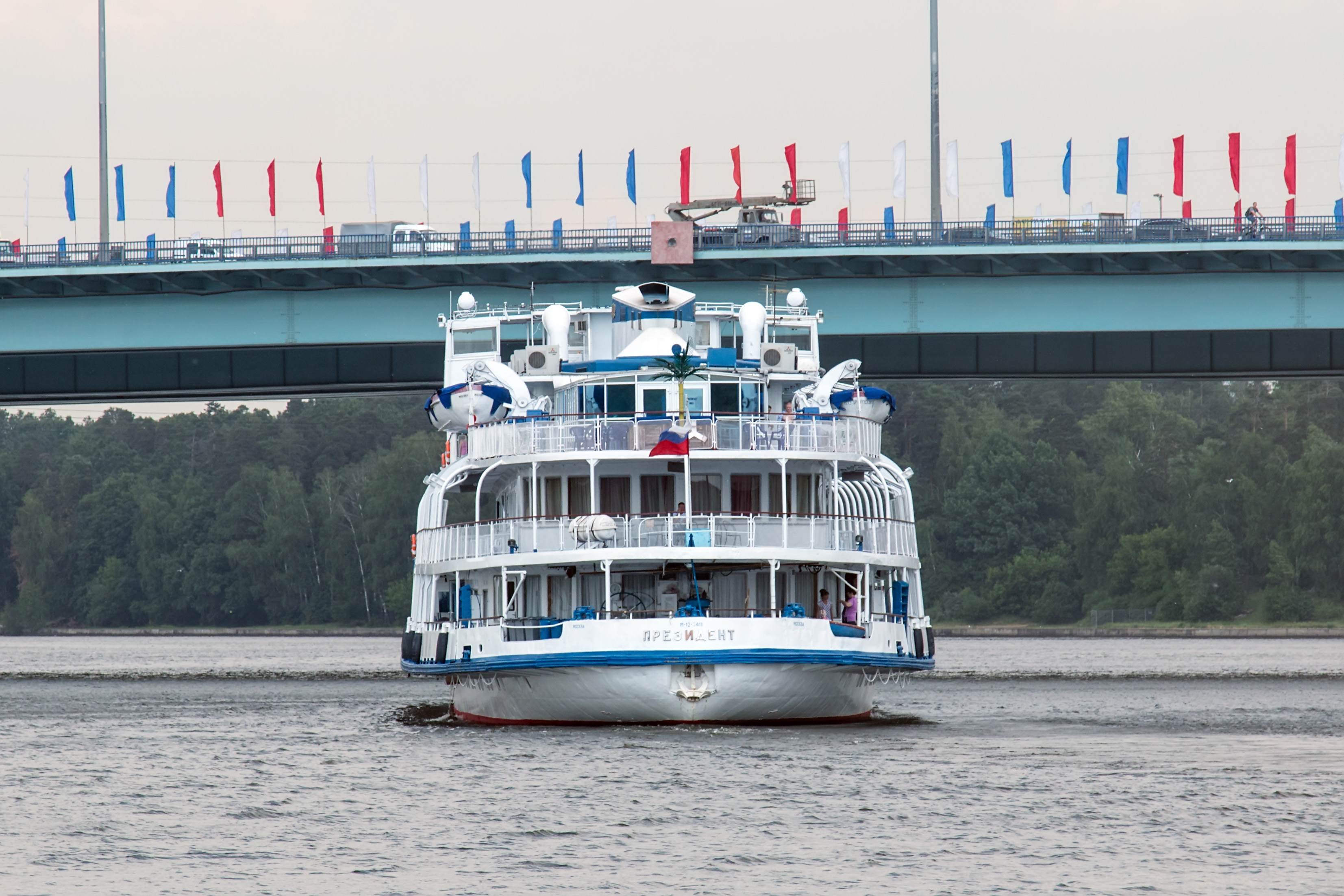
Вид на корму
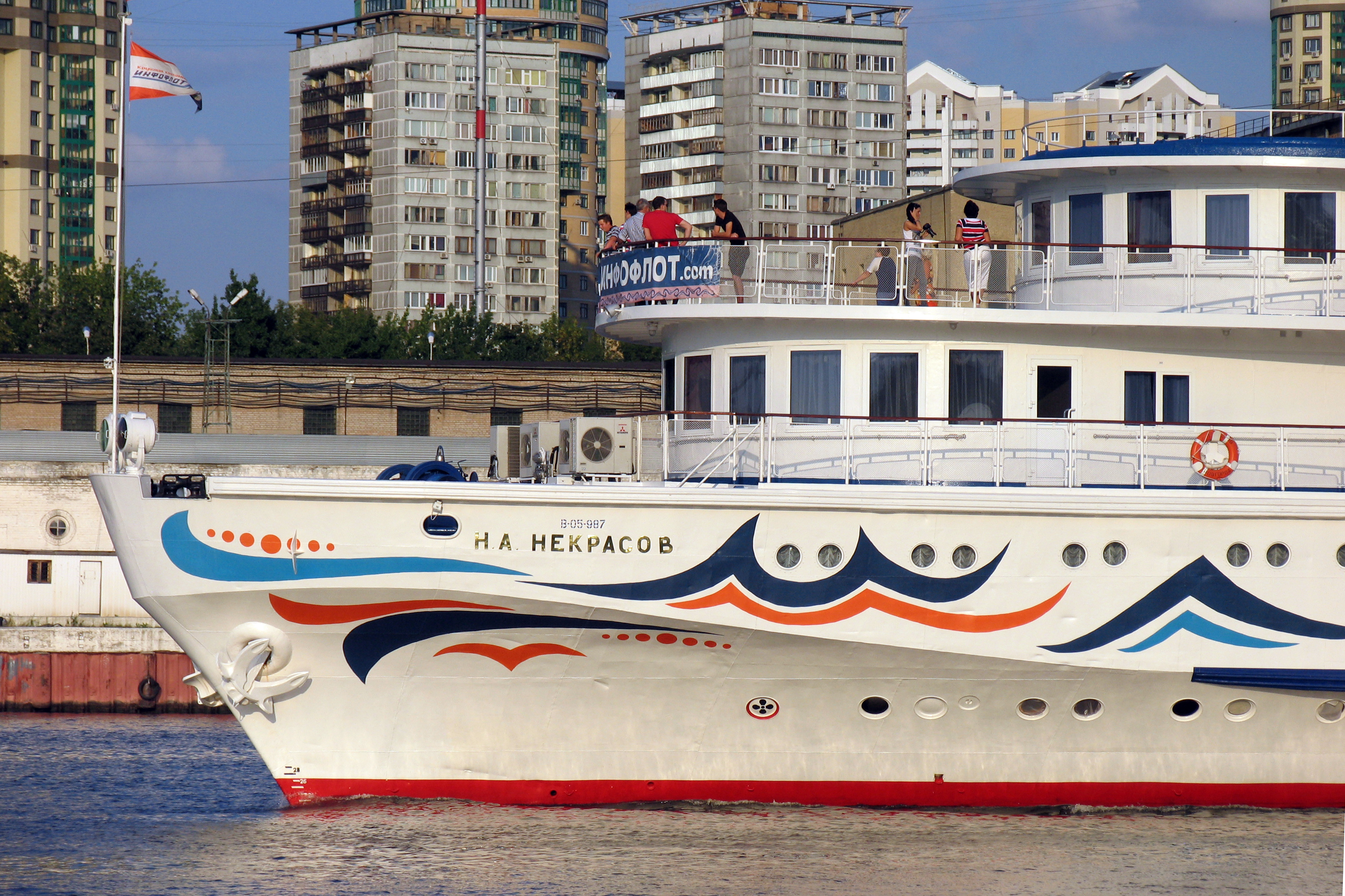
Нос
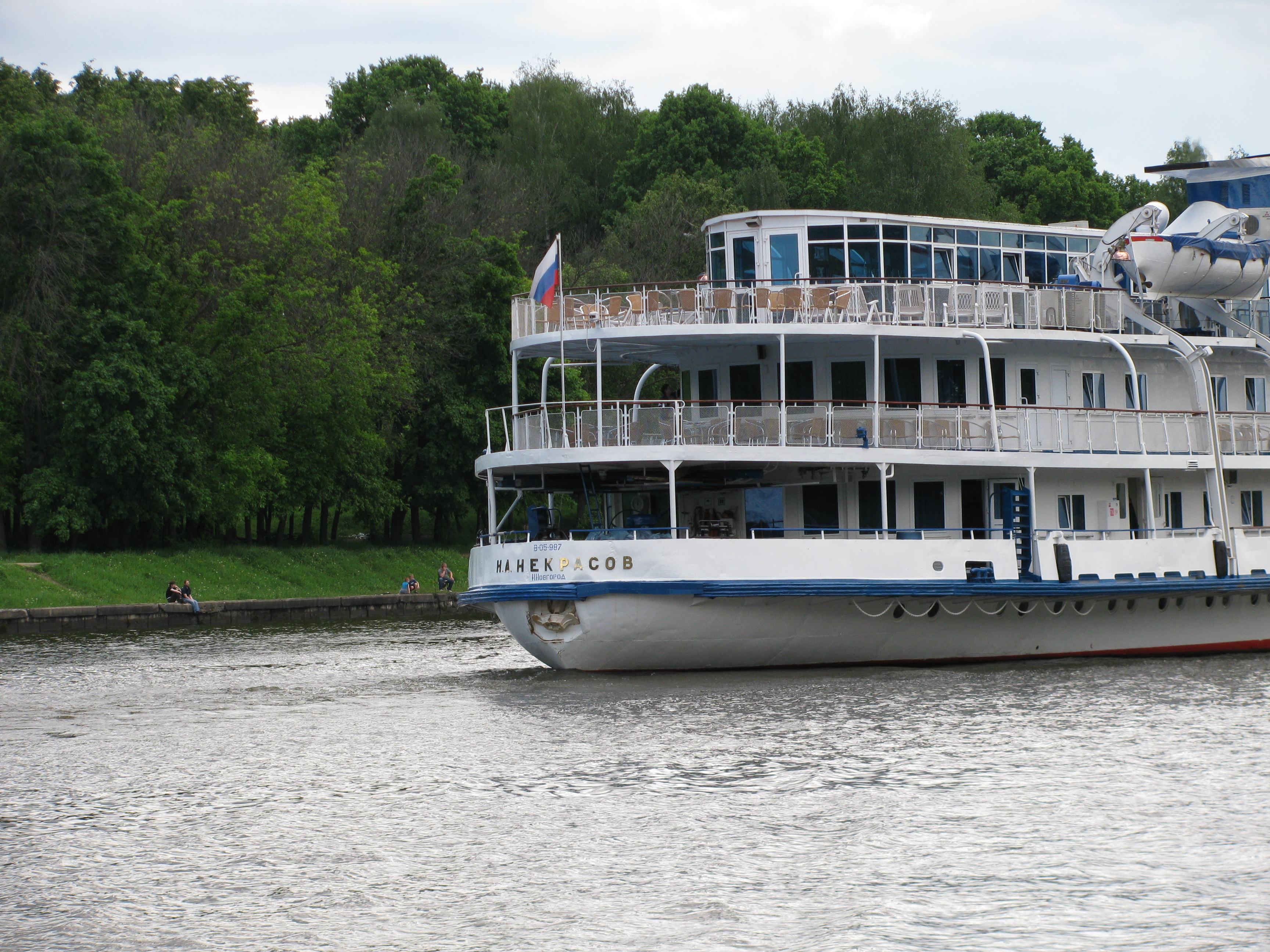
Корма
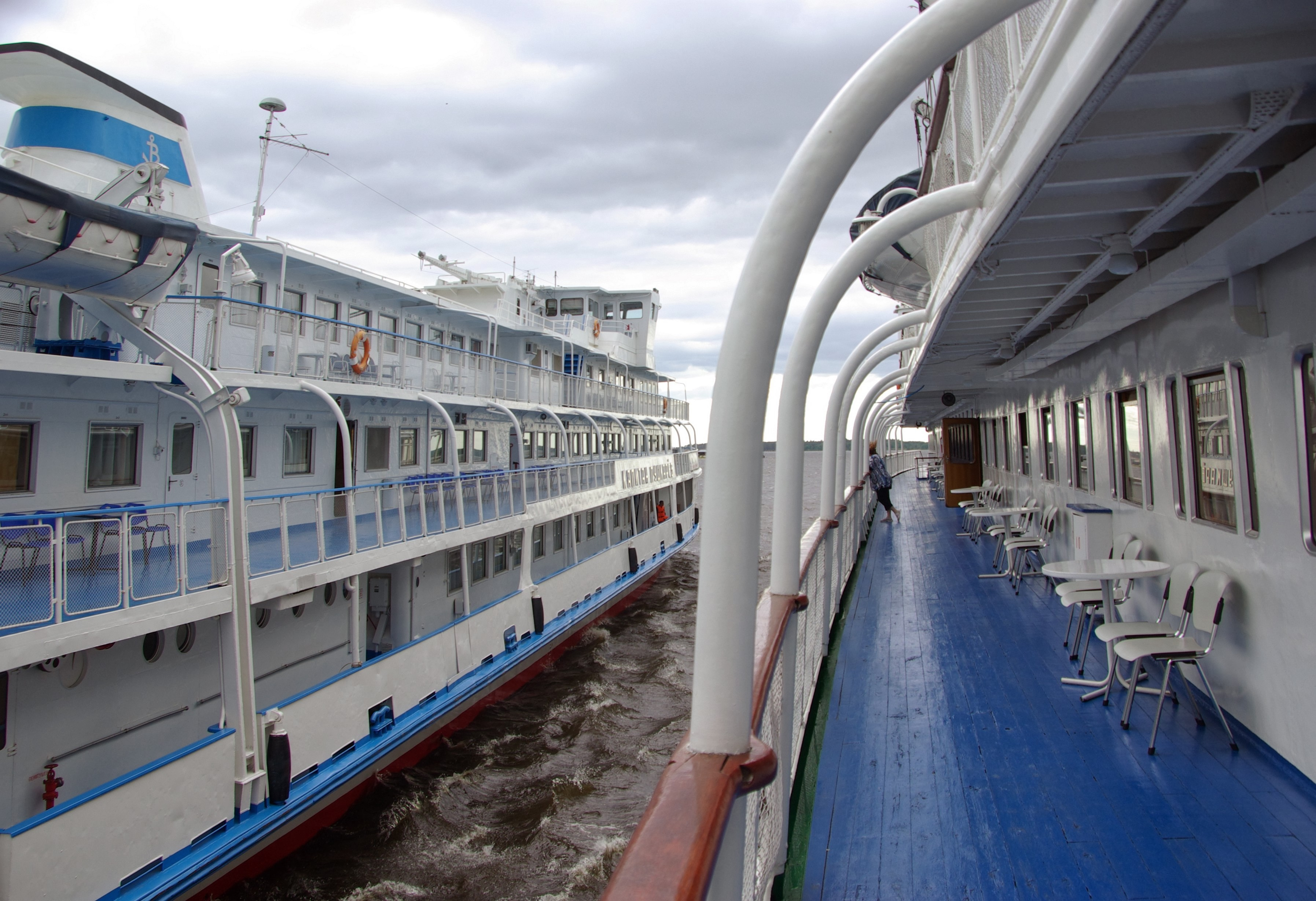
Прогулочная палуба
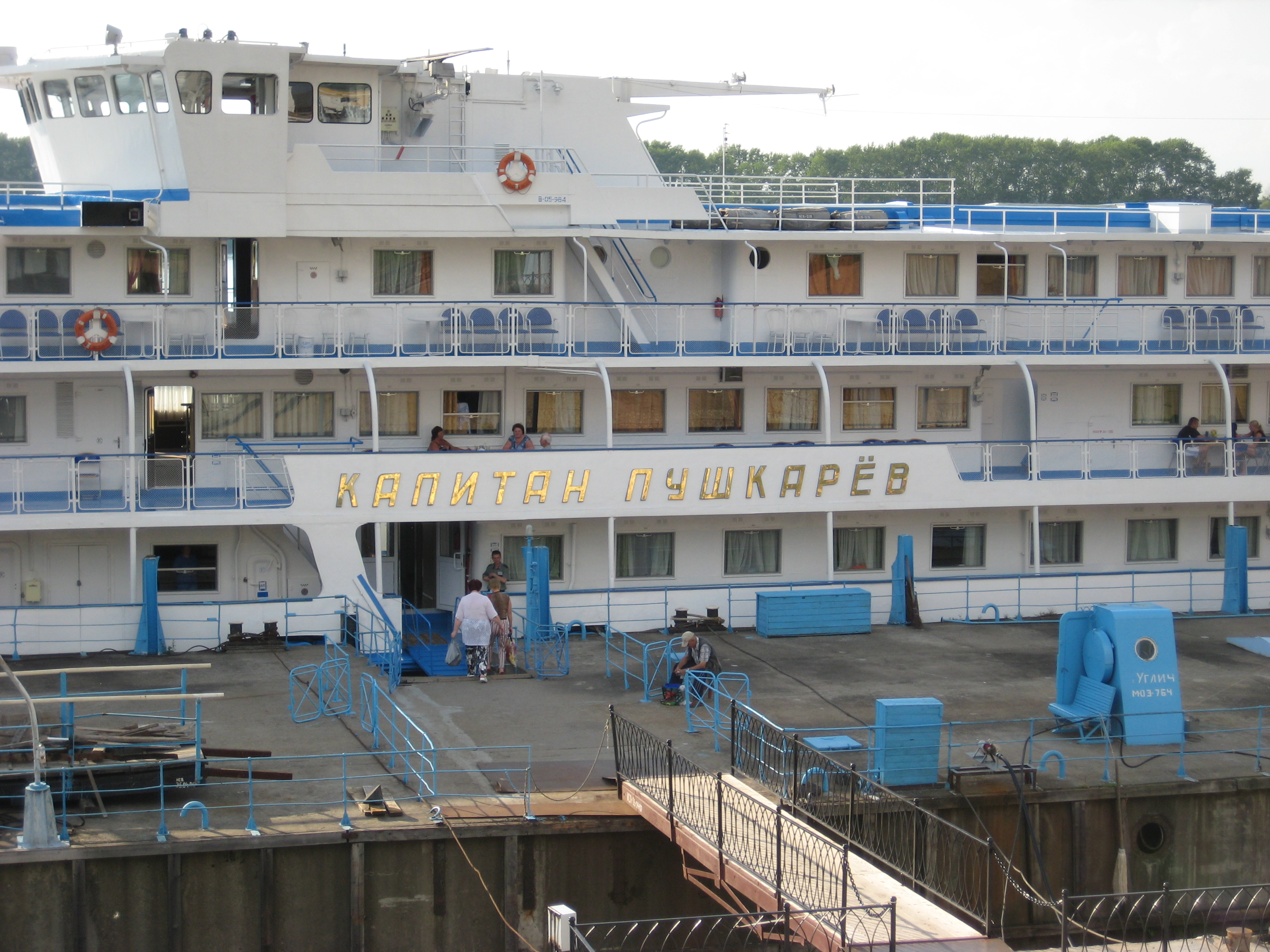
Капитанская надстройка и главный вход

## Речные круизные суда проекта 26-37 (ЧССР)
Переименование судов указано в скобках в хронологическом порядке, английская транслитерация по образцу и согласно Российскому морскому регистру судоходства:
| Тип Октябрьская Революция | Тип Октябрьская Революция                                            | Тип Октябрьская Революция                                              |
| № п/п                     | Название                                                             | Английская транслитерация                                              |
| ------------------------- | -------------------------------------------------------------------- | ---------------------------------------------------------------------- |
| 1                         | Октябрьская Революция                                                | Oktyabrskaya Revolyutsiya                                              |
| 2                         | Комарно (Волга Дрим)                                                 | Komarno (Volga Drim)                                                   |
| 3                         | Мир (Афанасий Никитин)                                               | Mir (Afanasiy Nikitin)                                                 |
| 4                         | Дружба (Капитан Рачков, Сергей Абрамов)                              | Druzhba (Kapitan Rachkov, Sergey Abramov)                              |
| 5                         | XXI Съезд КПСС (Капитан Пушкарёв)                                    | XXI S’ezd KPSS (Kapitan Pushkaryov)                                    |
| 6                         | Яков Свердлов (Александр Бенуа)                                      | Yakov Sverdlov (Aleksandr Benua)                                       |
| 7                         | Андрей Жданов (Иван Кулибин)                                         | Andrey Zhdanov (Ivan Kulibin)                                          |
| 8                         | Серго Орджоникидзе (Н. А. Некрасов)                                  | Sergo Ordzhonikidze (N. A. Nekrasov)                                   |
| 9                         | Клемент Готвальд (Профессор Лукачев, Екатерина Великая, Родная Русь) | Klement Gotvald (Professor Lukachev, Yekaterina Velikaya, Rodnaya Rus) |
| 10                        | Клара Цеткин                                                         | Klara Tsetkin                                                          |
| 11                        | Вацлав Воровский                                                     | Vatslav Vorovskiy                                                      |
| 12                        | Валерий Чкалов                                                       | Valeriy Chkalov                                                        |
| 13                        | Сергей Лазо (Президент)                                              | Sergey Lazo                                                            |
| 14                        | Н. Щорс (Михаил Танич)                                               | N. Shchors (Mikhail Tanich)                                            |

## Суда проектаОктябрьская Революция
Список судов проекта содержит все суда с указанием в примечании первоначального имени:
| Суда типа Октябрьская Революция /проект 26-37/ MOL1575 / проект 92-055 / проект 26-37/311 / проект 26-37/313 / проект 26-37/315 | Суда типа Октябрьская Революция /проект 26-37/ MOL1575 / проект 92-055 / проект 26-37/311 / проект 26-37/313 / проект 26-37/315 | Суда типа Октябрьская Революция /проект 26-37/ MOL1575 / проект 92-055 / проект 26-37/311 / проект 26-37/313 / проект 26-37/315 | Суда типа Октябрьская Революция /проект 26-37/ MOL1575 / проект 92-055 / проект 26-37/311 / проект 26-37/313 / проект 26-37/315 | Суда типа Октябрьская Революция /проект 26-37/ MOL1575 / проект 92-055 / проект 26-37/311 / проект 26-37/313 / проект 26-37/315 | Суда типа Октябрьская Революция /проект 26-37/ MOL1575 / проект 92-055 / проект 26-37/311 / проект 26-37/313 / проект 26-37/315 | Суда типа Октябрьская Революция /проект 26-37/ MOL1575 / проект 92-055 / проект 26-37/311 / проект 26-37/313 / проект 26-37/315                                                | Суда типа Октябрьская Революция /проект 26-37/ MOL1575 / проект 92-055 / проект 26-37/311 / проект 26-37/313 / проект 26-37/315 |
| Заводской номер | Дата постройки | Фото | Название | Капитан | Оператор | Маршруты | Переименование и статус |
| --- | --- | --- | --- | --- | --- | --- | --- |
| 437 | 1957 | | Октябрьская Революция | Калязин Дмитрий Александрович                                                                                                   | ООО «Гама» | → Москва — Астрахань, Москва-Ярославль | [ 4 ] |
| 438 | февраль 1959 | | Волга Дрим | | US Alandia Cruises | → Москва — Санкт-Петербург, Санкт-Петербург — Москва | → ранее (Речное Облако, Комарно)                                                                                                |
| 439 | июль 1959 | | Афанасий Никитин | Зайцев Владимир Алексеевич | ООО «Гама» | → Казань — Астрахань — Казань | → ранее («Мир») |
| 440 | апрель 1960 | | Сергей Абрамов | Лапшин Александр | Цезарь Травел | → | (Капитан Рачков, Дружба; сгорел и затонул в Москве 14 ноября 2011 г.                                                            |
| 441 | июль 1960 | | Капитан Пушкарев | Мавлюдов Владимир Григорьевич (†)                                                                                               | Волга-Флот-Тур | → Самара — Волгоград — Астрахань; Самара — Нижний Новгород — Углич; | (XXI съезд КПСС); модернизирован по проекту 92-055; капитан Мавлюдов Владимир Григорьевич, † (убит 18 сентября 2012);           |
| 442 | сентябрь 1960 | | Александр Бенуа | Алексеев Дмитрий Владимирович                                                                                                   | Созвездие | → Москва — Тверь — Москва; Москва — Нижний Новгород — Углич — Москва; Москва — Кострома — Москва; Москва — Астрахань — Москва и т. д.                                          | до 2005 (Яков Свердлов); модернизирован по проекту 26-37/315                                                                    |
| 443 | ноябрь 1960 | | Иван Кулибин | Шамин Андрей Витальевич | ООО «Гама» | → Казань — Москва — Казань; Казань — Астрахань — Казань | до 1989 (Андрей Жданов); модернизирован                                                                                         |
| 444 | март 1961 | | Н. А. Некрасов | Меньшиков Дмитрий Геннадьевич                                                                                                   | Созвездие | → Москва — Елабуга — Москва; Москва — Санкт-Петербург — Москва; Москва — Кострома — Москва;                                                                                    | до 1963 (Серго Орджоникидзе); модернизирован по проекту 26-37/315                                                               |
| 445 | март 1961 | | Родная Русь | Самарбаев Салават Азаматович (с 2020)                                                                                           | ООО «Экспресс-Тур» | → Пермь-Кижи-Валаам-Санкт-Петербург + автобусный тур до Хельсинки, Пермь-Астрахань-Пермь                                                                                       | до 2004 Клемент Готвальд, до 10.2005 Профессор Лукачев, до 2011 (Екатерина Великая); модернизирован по проекту 26-37/05.05.КФ   |
| 446 | август 1961 | | Клара Цеткин | | | | судно утилизировано в 1998 г.                                                                                                   |
| 447 | сентябрь 1961 | | Вацлав Воровский | | | | судно утилизировано |
| 448 | октябрь 1961 | | Валерий Чкалов | Русинов Сергей Алексеевич; Белобородов Александр Александрович                                                                  | ООО СК «Волга» ТК «Спутник-Гермес»                                                                                              | → Казань-Чебоксары-Городец-Ярославль-Кострома-Плес- Н.Новгород-Казань, Казань- Самара — Усовка — Саратов — Волгоград-Астрахань- Ахтуба — Волгоград — Саратов — Самара — Казань | Пансионат — теплоход |
| 449 | ноябрь 1961 | | Президент | Бабушкин Сергей Петрович (2009)                                                                                                 | Цезарь Трэвел | Самара — Саратов — Волгоград — Саратов — Самара, Самара — Казань — Ульяновск — Самара                                                                                          | до 2004 Сергей Лазо |
| 450 | июль 1962 | | Михаил Танич | Колесников Федор Алексеевич | ООО ТК «Белый лебедь» | Москва — Углич — Москва, Москва — Кострома — Москва | |